# Зачаївшися
«Зачаївшися» (англ. Hidden 3D) — фільм режисерів Джека Фроста і Антуана Томаса, знятий в 2011 році. Існує в двох варіантах — 2D і 3D.

## Зміст
Компанія молоді приїздить у покинутий монастир на вікенд. За чутками, раніше там була лікарня для людей, чиї пристрасті були небезпечні для суспільства. Та правда виявляється набагато страшнішою: лікарі експериментували зі списаним людським матеріалами і змушували своїх пацієнтів немислимо страждати. Замкнені, понівечені, вони вклали всю свою злість у кожен камінь древньої обителі, а гнів тільки й чекає випадкових жертв, аби вирватися на волю.

## Ролі
- Шон Клемент — Брайан Картер
- Симонетта Солдер — Хейлі Гейбл
- Джордан Хейес — Віккі
- Джейсон Блікер — Саймон
- Бьянка Мерджел — Кімберлі
- Девон Бостік — Лукас
- Елліотт Ларсон-Гілмор — син Хейлі
- Аллан Колмен — репортер
- Крістіна Розато — Честер